# Francesco I da Parma
Francesco I da Parma o Francesco Fontana (Parma, ... – Milano, 6 febbraio 1308) è stato un arcivescovo cattolico italiano.

## Biografia
Originario della città di Parma, poco o nulla si sa sulla giovinezza dell'arcivescovo Francesco Fontana.
Le notizie riguardanti la sua persona si possono rilevare a partire dal 1288, quando era cappellano apostolico ed il 23 aprile di quell'anno papa Niccolò IV lo nominò arcivescovo di Messina; ma a causa delle contese fra Angioini ed Aragonesi Francesco non poté prendere possesso della sua sede, motivo per cui la Santa Sede gli affidò l'amministrazione della diocesi di Nola. Il 23 agosto 1296 fu nominato arcivescovo di Milano e l'11 novembre successivo fece il suo solenne ingresso nell'arcidiocesi, accompagnato dai legati pontifici che lo avevano scortato sin da quando il papa stesso lo aveva destinato a questa diocesi, contro il volere del capitolo della chiesa metropolitana milanese.
Nel 1303 l'arcivescovo, in disaccordo con il governo dei della Torre, lascia la città di Milano per la Rocca di Angera e poi di Cassano, tornando ad Angera nel 1304 dove rimase sino alla morte, occupandosi a distanza della diocesi. Si spegnerà il 6 febbraio 1308.